# Acaena patagonica
Acaena patagonica är en rosväxtart som beskrevs av A.E.Martic. Acaena patagonica ingår i släktet taggpimpineller, och familjen rosväxter. Inga underarter finns listade i Catalogue of Life.